# بادي غرينوود
بادي غرينوود (بالإنجليزية: Paddy Greenwood)‏ (17 أكتوبر 1946 في المملكة المتحدة - ) هو لاعب كرة قدم بريطاني في مركز الدفاع. لعب مع نادي بارنسلي ونوتينغهام فورست وهال سيتي وBoston Minutemen ‏.